# 越谷市の歌
- 日本 > 埼玉県 > 越谷市 > 越谷市の歌
- 日本 > 市町村 > 市町村歌 > 埼玉県の市町村歌一覧 > 越谷市の歌

「越谷市の歌」（こしがやしのうた）は、埼玉県越谷市が制定した市歌である。作詞・椎木一男、補作・宮澤章二、作曲・奥村一。

## 解説
町制時代の南埼玉郡越ヶ谷町→越谷町に関連する楽曲としては、1930年（昭和5年）にラジオ放送で広められた「越ヶ谷音頭」（作詞：野口紅堂、作曲：町田嘉章）が存在していた。越谷町が1958年（昭和33年）に市制を施行した際は記念楽曲として「越谷音頭」（作詞：越谷音頭作成会、補作：横井弘、作曲：山口俊郎）が作成され、林伊佐緒と大津美子の歌唱によりキングレコードが戦前・戦後の2曲を両面にカップリングしたシングル盤を製造している。
1978年（昭和53年）、市制20周年記念事業として市花・市木の選定および市民憲章・市歌の作成を行うことになり、市民を対象に『広報こしがや』を通じて歌詞を懸賞募集した。入選者の椎木一男は東京都庁職員で、審査委員を務めた詩人の宮沢章二が補作したものを採用として奥村一の作曲により11月3日の記念式典で初演奏が行われた。制定時に日本録音企画がソノシート（規格品番：RP-1108）を作成しており、B面には行進曲アレンジの「水と緑と太陽と」が収録されている。
越谷市役所では「市の周年事業の式典などで歌われる」としているのを始め、市民体操「ハッポちゃん体操」のBGMに市歌のアレンジが使用されている。